# Кашина Барбијери (Алесандрија)
Кашина Барбијери је насеље у Италији у округу Алесандрија, региону Пијемонт.
Према процени из 2011. у насељу је живело 55 становника. Насеље се налази на надморској висини од 116 м.